# Португальско-бразильское вторжение в Восточную полосу (1816—1820)
Португальско-бразильское вторжение (исп. Invasión luso-brasileña) или Война против Артигаса (порт. Guerra contra Artigas) — боевые действия на территории современного государства Уругвай и прилегающих землях, происходившие в 1816—1820 годах. Участниками были Соединённое королевство Португалии, Бразилии и Алгарве с одной стороны, и силы бывших испанских колоний в Южной Америке — с другой.

## Предыстория
Тордесильясский договор предоставил Португалии право на территории в Южной Америке. Так как на местности трудно было определить, где именно проходит определённая договором линия разграничения между португальскими и испанскими владениями, то португальцы селились и западнее отведённой им договором зоны, что в итоге привело к спорам с Испанией относительно ряда территорий. Одной из таких зон стал район между рекой Уругвай и Атлантическим океаном (т. н. «Восточная полоса»), где португальцами в 1680 году была основана Колония-дель-Сакраменто. Для защиты своих владений в этом регионе Испанией в 1751 году было учреждено губернаторство Монтевидео, а в 1777 году был подписан договор в Сан-Ильдефонсо, согласно которому Восточная полоса закреплялась за Испанией.
В 1801 году по условиям Бадахосского договора Португалия получила Восточные миссии. Бегство в 1807 году португальской королевской семьи в Бразилию во время Наполеоновских войн подстегнуло португальский экспансионизм в направлении Ла-Платы. Когда в 1810 году Наполеон вынудил испанскую королевскую семью отречься от престола, у португальцев родился амбициозный план: вместо того, чтобы претендовать только на восточную полосу, они предложили вице-королевству Рио-де-ла-Плата признать своим монархом испанскую инфанту Карлоту, которая была замужем за наследником португальского престола Жуаном. Однако этот план провалился.

## Борьба за независимость в Рио-де-ла-Плате
Майская революция 1810 года привела к отстранению от власти испанского вице-короля Рио-де-ла-Платы, вице-королевство было преобразовано в Соединённые провинции Рио-де-ла-Платы. Воспользовавшись ситуацией, португальцы в 1811-12 годах предприняли попытку оккупировать Восточную полосу, однако благодаря британскому посредничеству 26 мая 1812 года был подписан трактат Эррера — Рэйдмэйкера. В соответствии с третьей статьёй трактата португальские войска должны были покинуть «испанскую территорию».
Пришедший к власти в октябре 1812 года Второй триумвират созвал в январе 1813 года «Ассамблею 13-го года», которая должна была провозгласить независимость от Испании и определить государственное устройство новой страны. Представители Восточной полосы, лидером которых был Хосе Хервасио Артигас, потребовали выделения Восточной полосы в отдельную провинцию. 7 марта 1814 года Верховный директор Соединённых провинций Хервасио Антонио де Посадас, законодательно оформляя фактически существующее положение, издал декрет о создании Восточной провинции. 29 июня 1815 года на Восточном конгрессе в Консепсьон-дель-Уругвай была образована Федеральная Лига, объявившая своей целью превращение Соединённых Провинций Рио-де-ла-Платы в конфедеративную республику по образу Соединённых Штатов Америки. В сентябре 1815 года Артигас принял в Восточной провинции новый земельный закон, позволявший конфисковывать земли «врагов революции».

## Подготовка к интервенции
Переезд в Америку изменил взгляды португальского двора на мир, и ещё в 1815 году королевство Португалия было преобразовано в Соединённое королевство Португалии, Бразилии и Алгарве. Бразилия из колонии стала составной частью королевства, и будущий король (а пока — регент) Жуан VI вновь стал рассматривать возможность сдвига её южной границы до Ла-Платы. Восточная провинция под управлением Артигаса воспринималась как опасный центр радикализма, а бежавшие оттуда в Бразилию испанские роялисты просили португальского короля об интервенции (надеясь на последующее возвращение этих земель под власть испанской короны).
Вопрос заключался в том, как отреагирует на португальскую интервенцию центральное правительство в Буэнос-Айресе — Жуана вовсе не прельщала перспектива в обмен на присоединение Восточной провинции получить войну со всеми провинциями Рио-де-ла-Платы. Однако в связи с тем, что в Соединённых провинциях разразилась гражданская война между «унитаристами», поддерживавшими центральное правительство, и «федералистами», группировавшимися вокруг Артигаса, и с тем, что «унитаристы» явно были не способны покончить с «федералистами» своими силами, у португальцев сложилось впечатление, что Буэнос-Айрес благосклонно отнесётся к иностранному содействию в борьбе с Артигасом.
К интервенции в Восточную провинцию Португалия начала готовиться с середины 1815 года. Была подготовлена армия из 10-12 тысяч человек, ветеранов наполеоновских войн, во главе армии был поставлен Карлос Федерико Лекор. Первоначальный план предусматривал удар с территории Восточных миссий в Аргентинское Междуречье и последующее движение на юг по правому берегу реки Уругвай, чтобы запереть силы Артигаса в Восточной полосе, а затем уничтожить их; по отношению к центральному правительству в Буэнос-Айресе предполагалось соблюдать строгий нейтралитет. Затем Лекор предпочёл избрать план с нанесением основного удара вдоль побережья, так как при этом его левый фланг был бы прикрыт флотом, и ему бы пришлось прикрывать коммуникации только с одной стороны.
Артигас получил сведения о готовящемся португальском вторжении в первой половине января 1816 года, и начал подготовку к его отражению. Ему удалось собрать 8-9 тысяч человек, однако это была в основном вооружённая милиция со слабой боевой подготовкой. План войны сводился к тому, чтобы постараться активными действиями на севере перенести войну на территорию Бразилии и перерезать коммуникации португальского экспедиционного корпуса; на юге предполагалось придерживаться тактики эластичной обороны.

## Боевые действия

### 1816
28 августа 1816 года с занятия крепости Санта-Тереса началось португальское вторжение. Получив известия об этом, Артигас привёл в действие разработанный план и двинул войска на север, завязав бои в Восточных миссиях. Правительство Монтевидео тем временем направило посланника в Буэнос-Айрес, напоминая, что Восточная провинция всё-таки является частью государства Соединённые провинции Рио-де-ла-Платы, и прося помощи в борьбе с агрессией. Верховный директор Хуан Мартин де Пуэйредон согласился предоставить помощь при условии, что Восточная провинция признает Тукуманский конгресс. Артигас, узнав о переговорах, выступил резко против того, чтобы отказаться от всего, за что он боролся, и тогда центральное правительство умыло руки, предоставив мятежной провинции разбираться с иностранным вторжением в одиночку.
Тем временем основные силы португальцев с боями продвигались вдоль побережья на юг и запад, и к концу года силы Артигаса сократились вдвое.

### 1817
В начале 1817 года португальцы перешли в наступление на севере, освободив Восточные миссии и перенеся боевые действия на территорию противника. Так как там находились основные войска сторонников Артигаса, то они смогли ответить на португальское наступление контрударом, и бои шли то по одну, то по другую сторону границы, в результате чего была разорена значительная территория. Однако на побережье основные силы португальцев продвигались вперёд и 20 января 1817 года заняли Монтевидео. В апреле 1817 года Артигас ушёл в отставку с поста верховного командующего, и среди его генералов начались споры за верховенство. Ряд губернаторов входивших в Федеральную лигу провинций, полагая, что без помощи центрального правительства Соединённых провинций португальцев не отбить, пошли на заключение договоров с Пуэйредоном. Артигас же, полагая, что Пуэйредон поддерживает португальское вторжение, 13 ноября 1817 года объявил войну Буэнос-Айресу.

### 1818
В 1818 году Артигас продолжал удерживать район реки Уругвай, не давая соединиться северной и южной группировкам португальских сил; опираясь на этот район он вёл успешную партизанскую войну на португальских коммуникациях. Чтобы переломить ситуацию, Лекор отправил на реку Уругвай португальскую эскадру; центральное правительство Соединённых провинций позволило ей войти в реку. К концу года основные командующие Артигаса были либо убиты, либо взяты в плен, а под его контролем оставались лишь малонаселённые земли северной части современного Уругвая.

### 1819
В начале 1819 года гражданскую войну в Соединённых провинциях попытался прекратить один из крупнейших лидеров освободительного движения Южной Америки — Хосе де Сан-Мартин, отправивший личные письма Артигасу и Пуэйредону, но Пуэйредон отказался общаться с Артигасом.
Артигас вновь попытался реализовать план 1816 года, и приказал северной армии вторгнуться в Восточные миссии, но португальцы отбили это нападение.

### 1820
В декабре 1819 года Артигас собрал очередную армию против португальских войск и вступил на занятые ими территории. Его силы, насчитывавшие около 2000 солдат под командованием генерала Латорре, были полностью разгромлены у Такуарембо-Чико (западный берег реки Такуарембо) войсками, насчитывавшими около 3000 человек. Артигасу удалось собрать остатки своих людей и отступить в Энтре-Риос. 

## Итоги и последствия
К концу португальского вторжения не менее 4000 жителей Восточной Полосы (6% населения) погибли за три с половиной года сопротивления. 
В начале 1820 года войска провинций Энтре-Риос и Санта-Фе разбили 2 февраля при Сепеде силы Соединённых провинций центрального правительства Хосе Рондо и установили в стране новую власть, более близкую по духу к идеям федерализма. Соединённые провинции признавали Восточную полосу союзником, однако, вопреки требованиям Артигаса, не объявили войну Португалии. Артигас с остатками своих сил начал войну против своих бывших союзников, но был разбит и в сентябре 1820 года ушёл в Парагвай. Португальцы собрали на оккупированной территории Восточной полосы Сисплатинский конгресс, который в июле 1821 года провозгласил присоединение этих земель к Бразилии в качестве провинции Сисплатина. Соединённые провинции Южной Америки не признали этой аннексии, что через несколько лет привело к новой войне.